# فيليم الثاني ملك هولندا
فيلهلم الثاني (بالهولندية: Willem Frederik George Lodewijk) (بالإنجليزية: William Frederick George Louis)‏ (ولد في 6 ديسمبر 1792 - وتوفي في 17 مارس 1849) ملك هولندا ودوق لوكسمبورغ الأكبر ودوق ليمبورغ.
كان فيلم الثاني ابن فيلم الأول وفيلهيلمينا من بروسيا. عندما أعلن والده، الذي حكم حتى ذلك الوقت كأميرًا سيادي، نفسه ملكًا في عام 1815، أصبح فيلم الثاني أمير أورانيا ووريثًا لمملكة هولندا. مع تنازل والده عن العرش في 7 أكتوبر 1840، أصبح فيلم الثاني ملكًا. خلال فترة حكمه، أصبحت هولندا ديمقراطية برلمانية مع الدستور الجديد لعام 1848.
رغم كونه إما مثلي الجنس أو مزدوج التوجه الجنسي، تزوج فيلم الثاني من آنا بافلوفنا من روسيا. وكان لديهما أربعة أبناء وابنة واحدة. توفي فيلم الثاني في 17 مارس 1849 وخلفه ابنه الملك فيلم الثالث.

## النشأة والتعليم
ولد فيلم الثاني في مدينة لاهاي عام 1792.هو الابن الأكبر للملك فيلم الأول.قضى فترة شبابه في برلين حيث التحق بالتعليم العسكري وخدم في الجيش البوروسي.ثم تعلم في جامعة أكسفورد في المملكة المتحدة.
يقال بأن فيلم الثاني قد أقام سلسلة من العلاقات مع كل من الرجال والنساء مما أدى إلى ابتزازه. وقد كتب الصحفي الهولندي «أيلرت ميتر» في كتابه الذي كتب عام 1857 ولم ينشر إلا في عام 1966 بسبب الرقابة عن ابتزازه المال من الملك لسنوات وعن العلاقات المثلية التي أقامها فيلم الثاني لما كان وليا للعهد ولما كان ملكا وأفاد الصحفي. وحسب «ميتر» فإن الملك كان دوما يتجول وحيدا في الحديقة الخلفية للقصر وأحاط نفسه بالخدم الذكور الذين لم يستطع طردهم بسبب «دافعه البغيض» لتوظيفهم في المقام الأول. تم تكذيب ماكتبه «ميتر» لأكثر من 100 عام حتى بينت وثائق أرشيفية تم الكشف عنها في عام 2004 عن صدق ماكتبه. 

## الخدمة العسكرية
التحق فيلم الثاني بالجيش البريطاني. وفي عام 1811، وشارك في حملات خلال حرب شبه الجزيرة الأيبيرية بصفته معاونا لآرثر ويلزلي دوق ولنغتون.ثم عاد إلى هولندا وكان ذلك عام 1813.
تولى فيلم الثاني قيادة الجيش عندما فر نابليون بونابرت من جزيرة إلبا في كل من معركة الأذرع الأربعة (16 يونيو 1815) ومعركة واترلو (18 يونيو 1815) والتي جرح فيها.

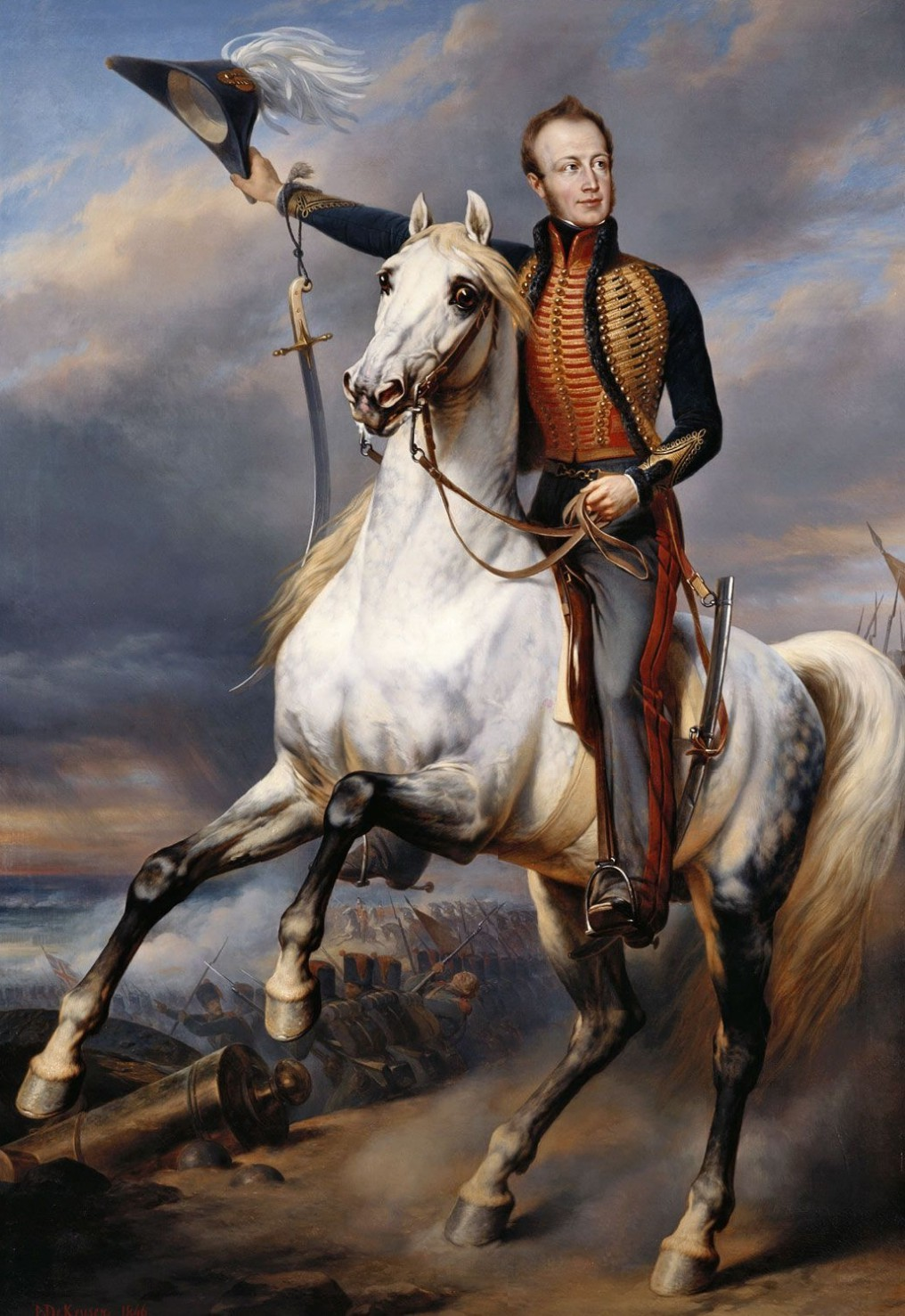
فيلم الثاني

## زواجه

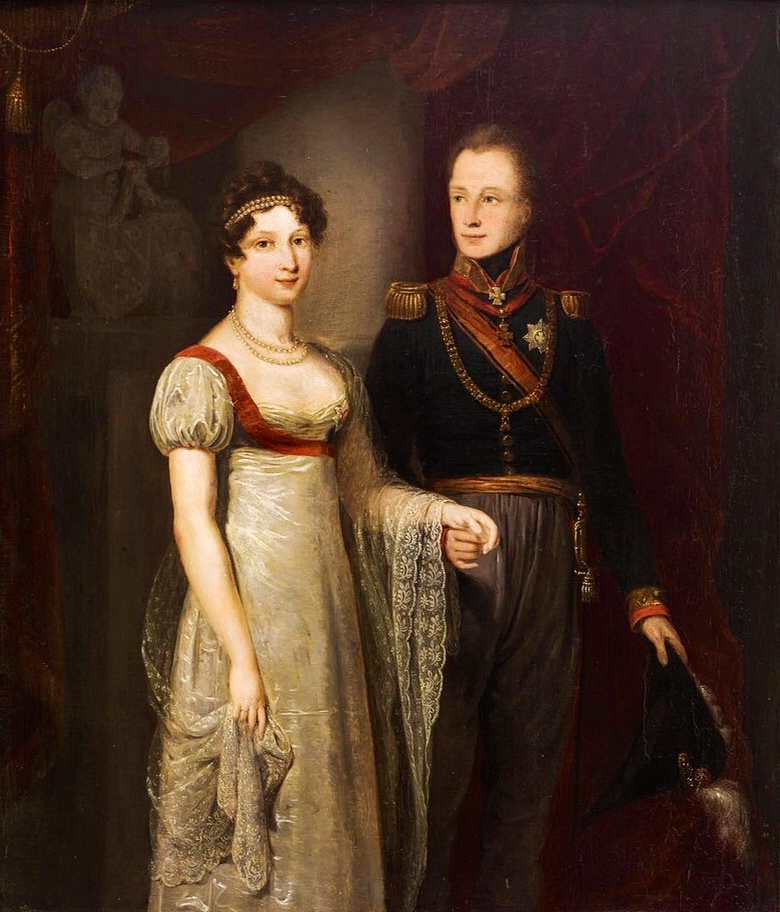
فيلم الثاني مع زوجته آنا بافلوفنا في عام 1816

في عام 1814 خطب فيلم الأميرة شارلوت ابنة جورج الرابع ملك المملكة المتحدة ولكن الخطبة ألغيت فيما بعد وذلك بسبب رفض والدة شارلوت للفكرة وكذلك لأن الأميرة شارلوت لم ترغب في الانتقال للعيش في هولندا.
في 21 فبراير 1816 تزوج فيلم من دوقة روسيا آنا بافلوفنا الأخت الصغرى للقيصر ألكسندر الأول في قصر الشتاء في مدينة سانت بطرسبرغ في روسيا. وكان القيصر هو من دبر الزواج وذلك من أجل إيجاد علاقات جيدة بين كل من روسيا وهولندا.
في 17 فبراير 1817 ولد الابن الأول لفيلم (ألكسندر) في بروكسل الذي أصبح فيما بعد فيلم الثالث ملك هولندا.
يقال أنه قد تم ابتزاز فيلم الثاني في عام 1819، بسبب كما ذكر وزير العدل «كورنيليوس فان مانن» في رسالته ب«الشهوات المشينة وغير الطبيعية»: والتي يفترض بكونها ازدواجية التوجه الجنسي. كما أنه من الممكن أن يكون هذا الابتزاز سببت في توقيعه على الإصلاح الدستوري لعام 1848، والذي مكن الديمقراطية البرلمانية في هولندا. ويقال بأنه ربما كان لديه علاقة مع متأنق يسمى «بيريرا».

## الثورة البلجيكية
تمتع فيلم الثاني بشعبية كبيرة في بلجيكا (جنوب هولندا وقتئذ) كما كان الحال في هولندا. وعند اندلاع الثورة البلجيكية في عام 1830 اقترح فيلم في بروكسل خططاً من أجل إعادة إحلال السلام في جنوب البلاد على أن تبقى تلك المناطق تحت حكمهم.إلا أن أباه رفض ذلك، وتوترت بعدها علاقته مع والده.
في أبريل عام 1831 قاد فيلم الثاني حملة الأيام العشرة في بلجيكا والتي فشلت بسبب تدخل فرنسا لصالح بلجيكا. بعد ذلك، وبفعل التدخل الأوروبي، حصلت مملكة بلجيكا على الاستقلال وكان ليوبولد الأول أول ملوكها وكان ذلك في أواخر الثلاثينيات من القرن التاسع عشر.

## الحكم

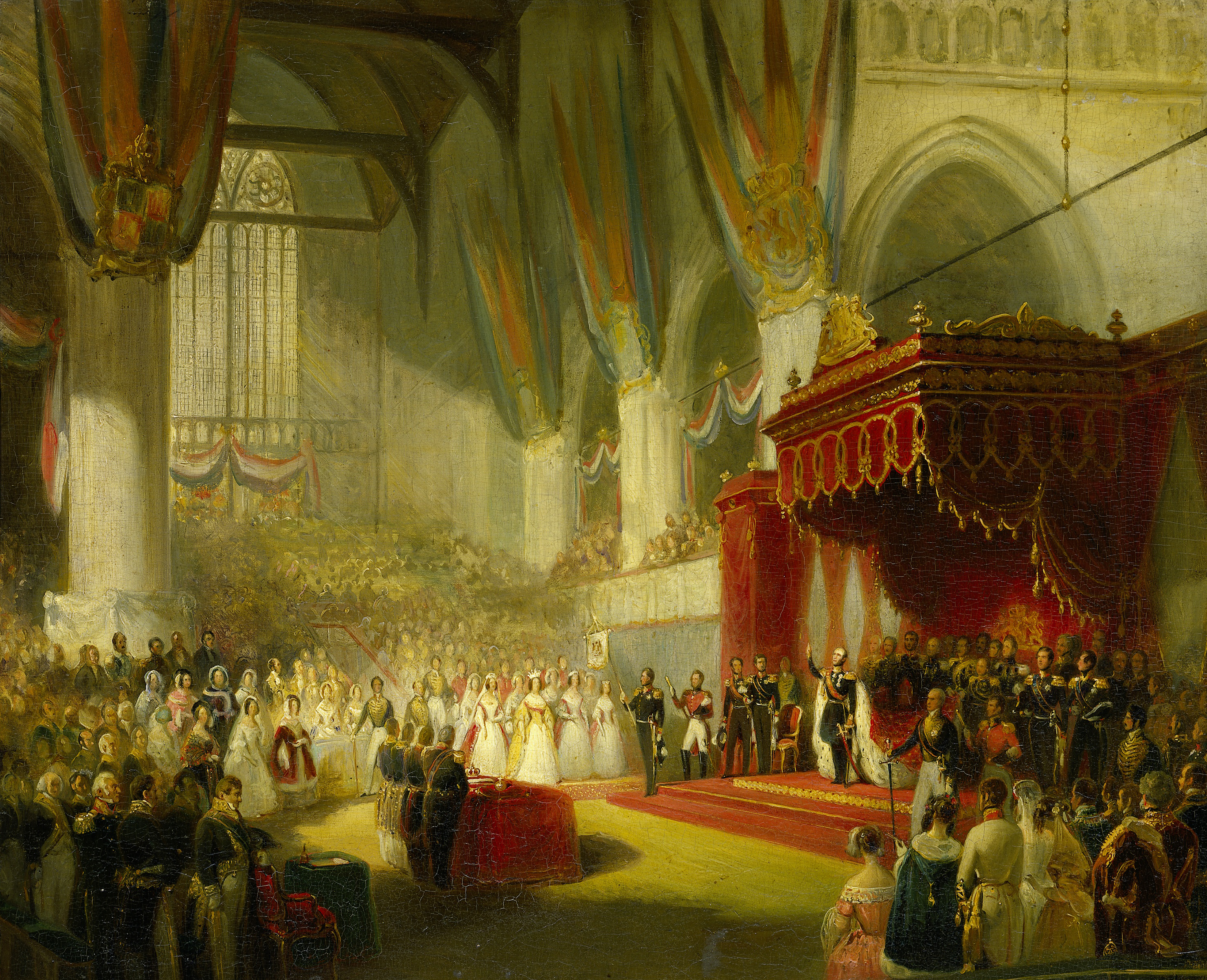
حفل تنصيب الملك فيلم الثاني في 28 نوفمبر 1840

في 7 أكتوبر عام 1840 أصبح فيلم الثاني ملكا للبلاد بعدما تنازل والده عن العرش. لم يتدخل كثيرا بالسياسة كما فعل والده، ومع أنه كان محافظا وليس ديموقراطياً، إلا أنه كان يتعامل مع الأمور بحكمة واعتدال.
اندلعت ثورات 1848 في سائر أنحاء أوروبا. فسقطت أسرة آل بوربون الفرنسية وغيرها من الأسر المالكة فخاف فيلم الثاني أن يحصل مثل ذلك في أمستردام.أصبح فيلم الثاني ليبراليا في ليلة وضحاها وأمر بإقامة دستور جديد للبلاد يتمتع بموجبه الشعب بحق التصويت والمشاركة وصنع القرار.
تم تقليل سلطات الملك بعد هذه التعديلات، على الرغم من أنه في البداية ليس بشكل ملحوظ، انخفضت الطاقة الملكية. وأصبحت السلطة السياسية في يد مجلس النواب الهولندي. وأصبح الملك جزءًا من الحكومة ولم يعد سيدها.
وأدت حكومته الأولى والوحيدة اليمين الدستورية بموجب شروط الدستور الجديد قبل بضعة أشهر من وفاته المفاجئة في تيلبورخ، في شمال برابنت في عام 1849.

## وفاته
توفي فيلم الثاني بشكل مفاجئ في 17 مارس من عام 1849 في مدينة تلبرغ الهولندية.

## في القصص
يعتبر الملك فيلم شخصية متكررة في الروايات التاريخية لجورجيت هاير، وأبرزها في قصة «الجيش الشهير».
يظهر الملك فيلم كشخصية في رواية الخيال التاريخي «شارب واترلو» من تأليف برنارد كورنويل، واقتباسها مكسلسل تلفزيوني، حيث جسده الممثل بول بيتاني.

## الألقاب والتشريفات

مونوغرام فيلم الثاني

### الألقاب
- 1792–1806: «صاحب السمو» الأمير فيلم فريدريك من أورانج ناساو[18]
- 1806–1815: سمو الأمير الوراثي من أورانج[19]
- 1815–1840: صاحب السمو الملكي أمير أورانج
- 1840–1849: جلالة الملك ملك هولندا، دوق لوكسمبورغ الكبير، دوق ليمبورغ

### التشريفات
- إسبانيا: فارس من فرسان الصوف الذهبي

## الأبناء

الملك فيلم الثاني وعائلته (1832) بيد يان بابتيست فان دير هولست

كان لدى الملك فيلم الثاني والملكة آنا بافلوفنا خمسة أطفال:
- فيلم ألكساندر بول فريدريك لويس (19 فبراير 1817 - 23 نوفمبر 1890)، فيلم الثالث ملك هولندا (1849-1890).
- فيلم ألكساندر فريدريك قسطنطين نيكولاس مايكل (1818-1848). الملقب ساشا. لم يتزوج أبدا
- ويليام فريدريك هنري «المستكشف» (1820-1879). تزوج أولاً الأميرة أماليا من ساكس فايمار أيزيناخ وثانيا الأميرة ماري من بروسيا، لكن لم يكن لديها أي أطفال.
- الأمير وليام ألكسندر إرنست فريدريك كازيمير (21 مايو - 22 أكتوبر 1822) والذي توفي في مهده
- فيلهلمينا ماري صوفي لويز (1824-1897). والتي تزوجت كارل ألكساندر، الدوق الأكبر لساكس فايمار-أيزيناخ، وكان لديهم أطفال.

## روابط خارجية
- فيلم الثاني ملك هولندا على موقع الموسوعة البريطانية (الإنجليزية)